# Chemin de fer industriel du port de Vilvorde et extensions
Pour les articles homonymes, voir CFI, Chemin de fer industriel de la Plaine Saint-Denis et d'Aubervilliers, Chemin de fer industriel des Grésillons et Chemin de fer industriel des Grésillons.
Le chemin de fer industriel du port de Vilvorde et extensions ex raccordement Lauwaert (en abrégé C.F.I.) est une société anonyme créée en 1908 en vue de promouvoir le développement de l'industrie lourde au nord de Bruxelles en offrant aux industriels la possibilité de se raccorder au réseau ferré de l'Etat Belge via le réseau privé de la société. Effectuant la traction avec ses propres locomotives sur son réseau pour le compte de client situés essentiellement le long du canal de Willebroeck ou dans Vilvorde, Machelen, Diegem, Neder-over-Heembeek et Haren, elle était, en 1996, le dernier concessionnaire de chemin de fer en Belgique. L'activité de traction fut arrêtée en 1996 lorsqu'elle perdit son dernier client tandis que l'activité de fabrication d'appareils de voie et de pose de voies ferrées fut cédée à la firme Frateur de Pourck à Boom en 1999.
L'emprise du raccordement s'étendait sur les communes de Haren, Neder-over-Heembeek, Vilvorde, Machelen et Grimbergen et a atteint, dans ses plus belles années, une longueur totale de 120 km. Le raccordement au réseau ferré public se faisant au niveau de l'ancienne gare de marchandise de Haren-Nord  (extrême nord de la gare de triage de Schaerbeek) où les locotracteurs venaient échanger leurs wagons avec la SNCB, puis après avoir traversé l'avenue de Vilvorde rejoignaient leur dépôt et le pont de Buda permettant d'accéder à cokerie sur la rive gauche du canal. à hauteur de l'actuelle station d'épuration de Bruxelles nord.
Un dépôt était aménagé sur la zone industrielle de Haren-Nord à côté du pont de Buda (face au Marly de Neder-over-Heembeek) permettant l'entretien du matériel roulant et la conception et la fabrication d'appareils de voie. À son apogée (vers 1947), CFI employait une centaine de personnes et comptait plus de 200 clients de tous types (cokeries, dépôts de carburant, meunerie, négoce de matériaux, assembleurs automobiles...) pour 124.864 wagons traités, avec des pointes de 800 wagons par jour.
En outre, un chemin de fer touristique utilisera une partie des voies de la société le weekend entre 1980 et 1995 : le Museum Stoomtrein der Twee Bruggen (Train à vapeur - musée des deux ponts).
Compagnie privée, elle n'a pas disposé du pouvoir d'expropriation et son réseau fait donc des incursions multiples sur le domaine public et comporte des courbes de faible rayon (75 m). la voie est armée pour une charge de 15 tonnes par essieux, ce qui interdit de facto l'accès par des locomotives de ligne.

## Histoire
- En 1935, à l'occasion de l'exposition de Bruxelles aux plateau du Heysel, les dernières innovations européennes en matière de matériel roulant furent amenées sur site via les voies de la société.
- Pendant la guerre, elle dû effectuer de nombreuses prestations pour l'occupant afin d'alimenter ses dépôts, la plupart du temps sans indemnités. Elle sortit exsangue du conflit. Les difficultés d'approvisionnement l'ont en outre empêché de pouvoir effectuer l'entretien du matériel et du réseau. C'est le développement d'une division route, péniblement commencée en 1938, qui permit, après la guerre, de générer des liquidités qui furent réinvesties dans la remise en état du réseau et du matériel roulant
- En 1949, les tarifs kilométriques, plafonnés à 240% de ce qu'ils étaient avant guerre par arrêté royal ne suffisent plus à couvrir les frais. Paradoxalement, la santé financière de la société décline à mesure que ses clients se développent (un effet similaire sera fatal à la compagnie Bruxelles-Tervueren).
- Dans les années 1970, le CFI réduit sévèrement son activité face à la concurrence de la route. En 1973, il reste 40 km de voies, une centaine de clients, les plus petits - et spécifiquement ceux établis en zone d'habitations - ayant abandonné l'expédition par chemin de fer. Le camion n'a toutefois pas encore repris les plus gros trafics et 400 wagons en moyenne restent manipulés quotidiennement[2]. 
  - l'usine automobile Renault de Vilvorde (50 wagons de pièces détachées par jour)
  - les cokeries du Marly et de Clabecq qui réceptionnent le charbon par bateau et expédient le coke par trains-blocs (150 wagons par jour)
- Le dernier raccordé est la centrale électrique qui renvoya ses derniers wagons de charbon vides le 3 juillet 1996[3]. La desserte de Renault était effectué par C.F.I. en ce qui concerne les pièces détachées tandis que l'expédition des voitures était effectué par la SNCB. Cette activité pris fin début des années 1990.

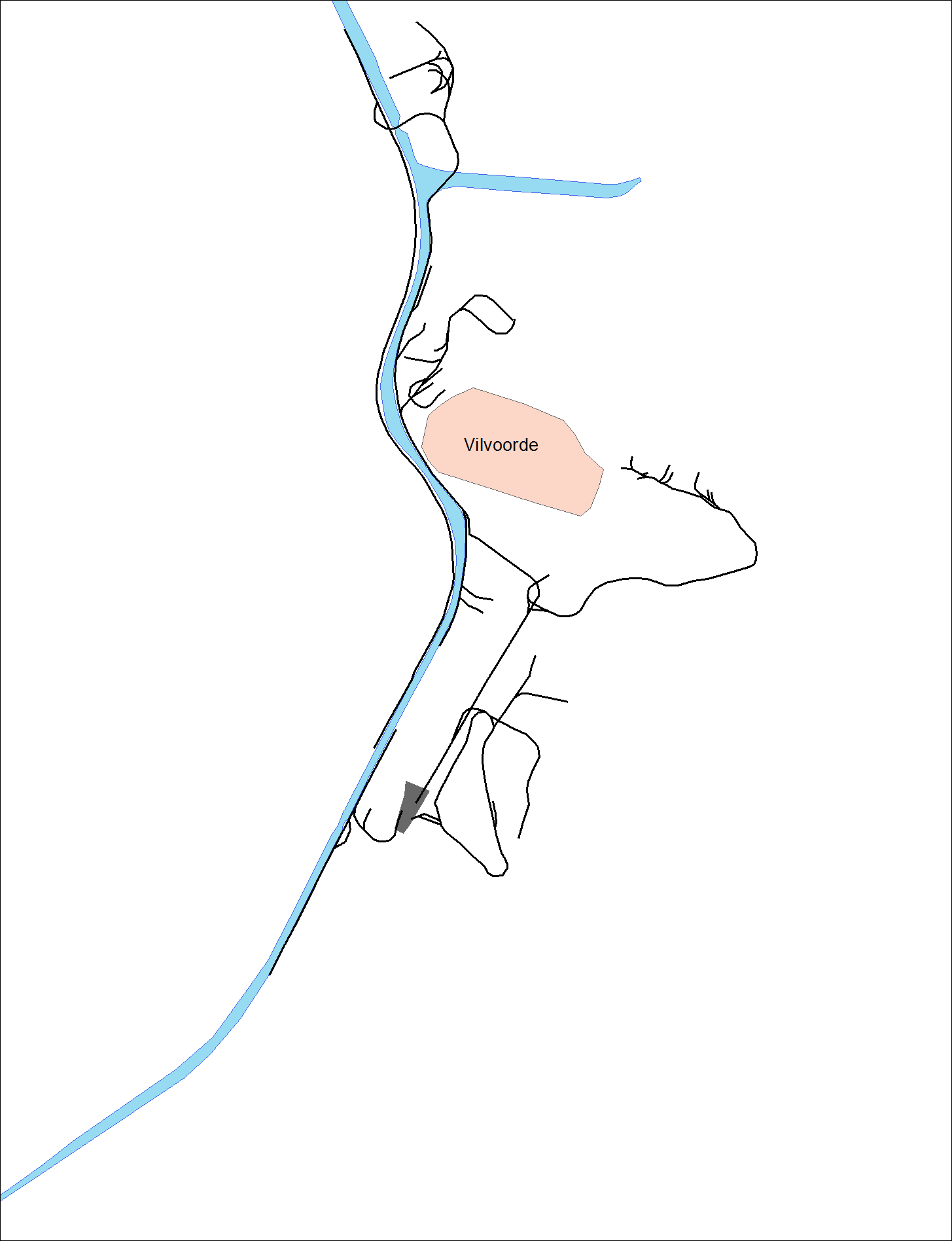
Le réseau dans les années 1930.
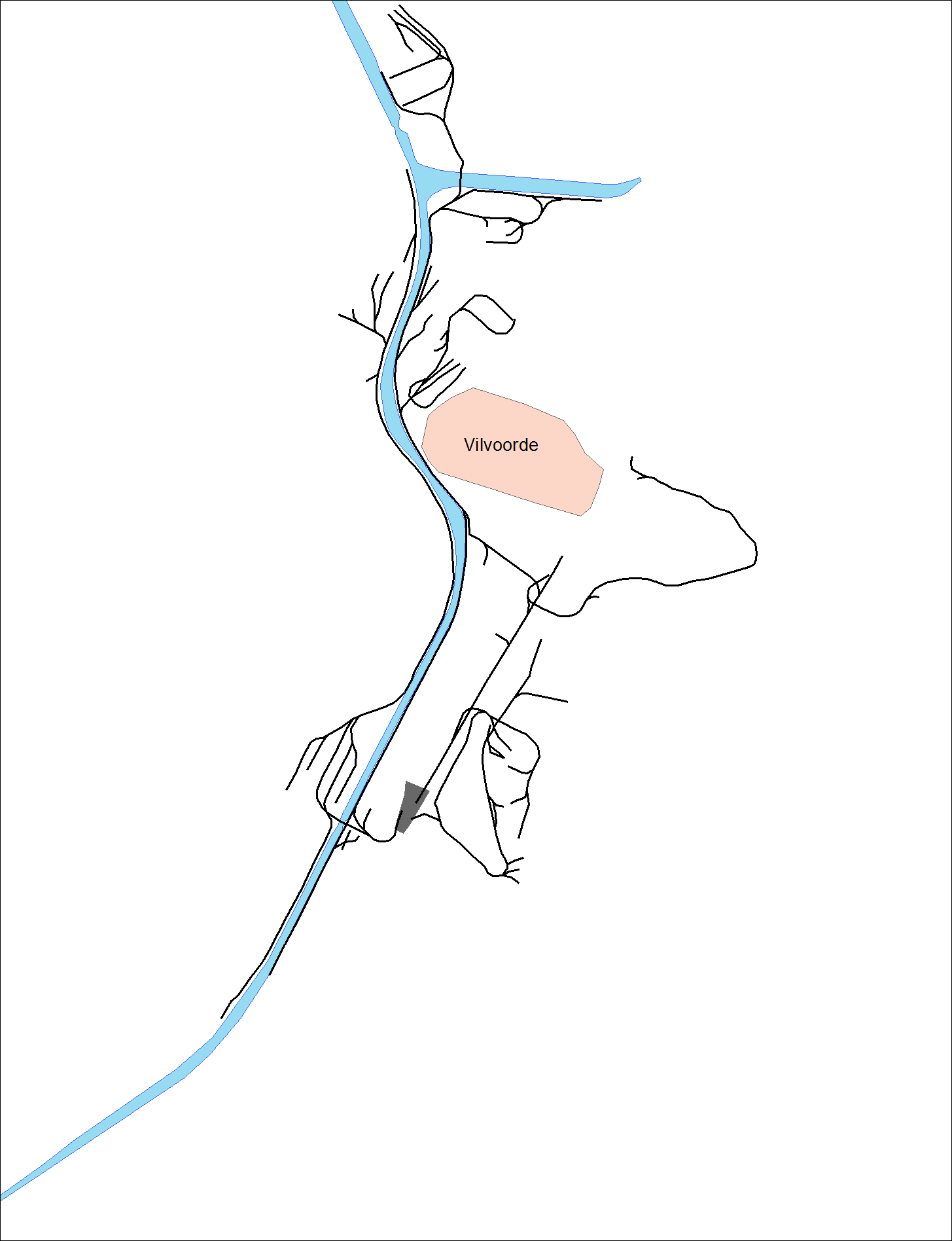
Le réseau dans les années 1950.
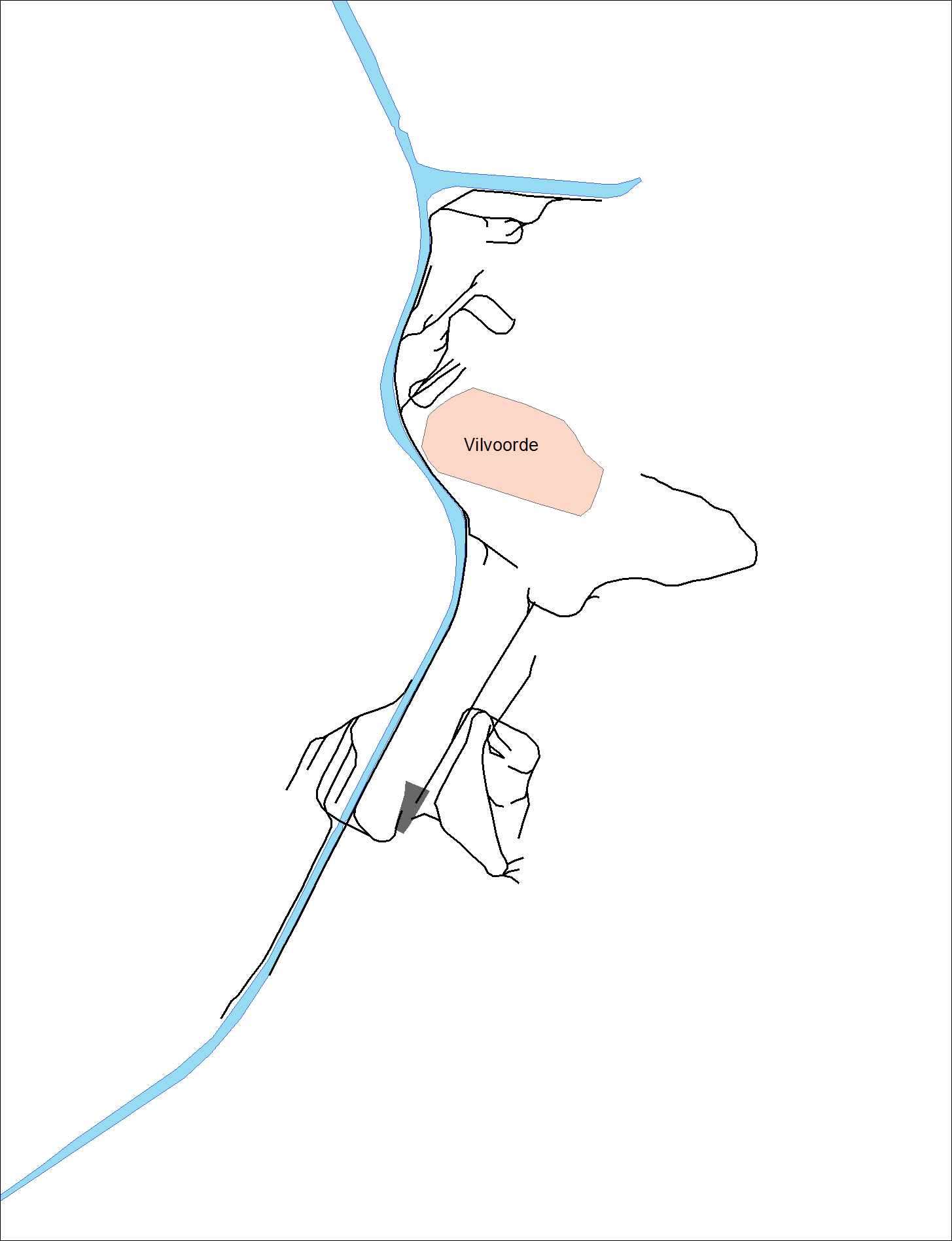
Le réseau dans les années 1970.
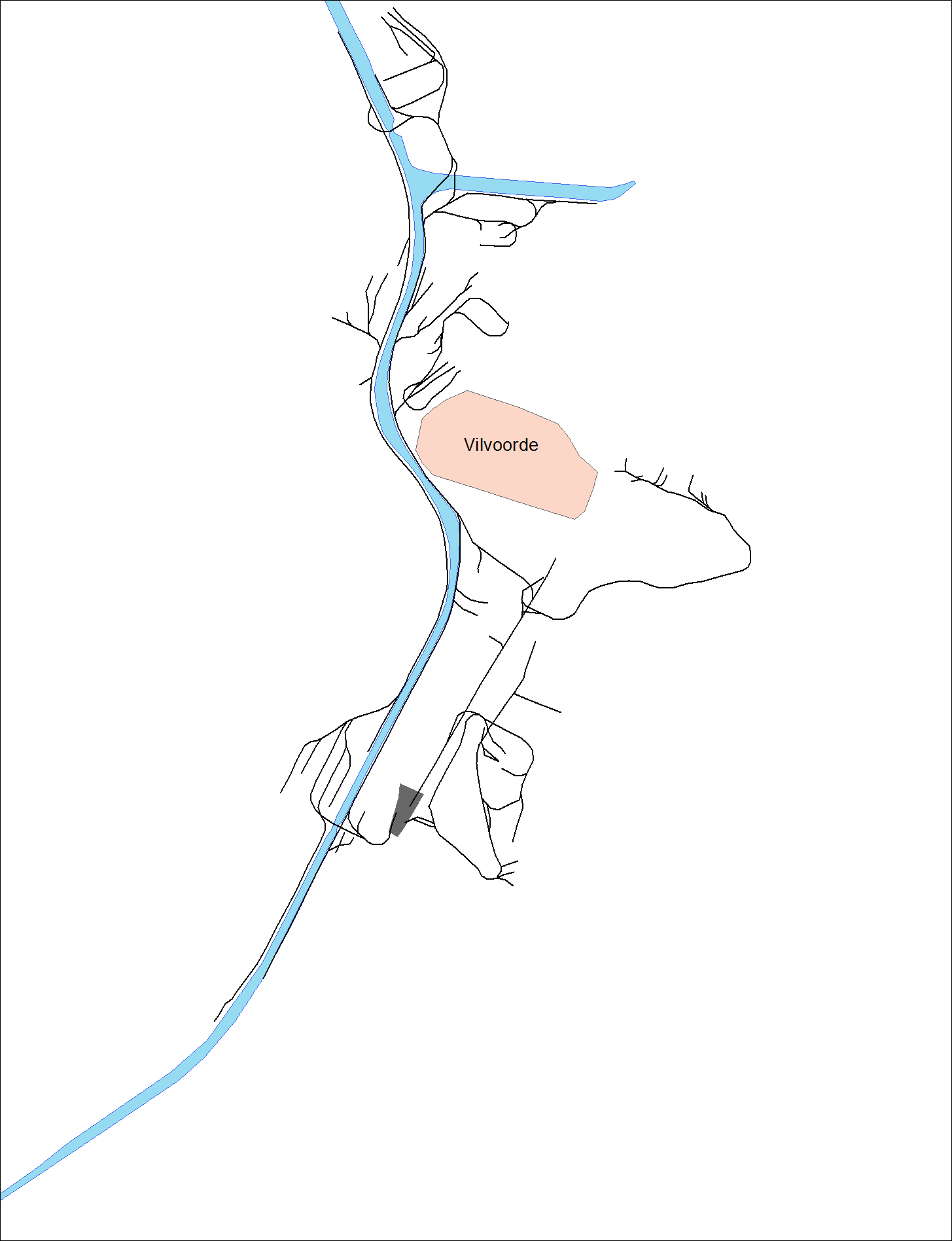
Extension maximale du réseau obtenu par superposition des cartes successives.

## Matériel
- En 1949, la société dispose de 8 locomotives à vapeur, majoritairement à 3 essieux. Les dernières locomotives furent vendues à la mitraille début des années 1970
- En 1960, 6 locotracteurs industriels Cockerill sont acquis. Trois locotracteurs de 40 tonnes furent acquis auprès de Cockerill dans les années 1980. Ils seront revendus entre 1996 et 1999. Le locotracteur numéro 3 sera utilisé par le chantier de démolition Paridans/Luxfer (actuellement eCore) à Aubange [4]

## Ouvrages d'art
À son apogée, le réseau comportait 2 ponts permettant le passage des wagons au-dessus du canal :
- entre Haren et Neder-over-Heembeek (nord de la Ville de Bruxelles), au lieu-dit Buda, un pont pivotant sur le canal de Willebroeck qui, détruit par les Anglais dans la nuit du 16 au 17 mai 1940, fut remplacé par un pont provisoire construit par les Allemands durant la guerre. Celui-ci fut détruit en 1951 quand deux péniches, qui naviguaient en parallèle, s'encastrèrent dans les pilastres du pont qui s'écroula sur elles. Il fut finalement remplacé par l'emblématique actuel pont levant métallique, dit pont de Buda, construit en 1955 par les Ponts et Chaussées. Il fut inauguré le 19 juin de la même année
- au nord du port de Vilvorde, sur le territoire de Grimbergen, un autre pont existait au lieu-dit Pont brûlé (Verbrande Brug).